# Clasificación de AFC/CAF y Oceanía para la Copa Mundial de Fútbol de 1966
La Clasificación de AFC/CAF y Oceanía para la Copa Mundial de Fútbol de 1966 contó con la participación de 21 selecciones nacionales de África, Asia y Oceanía por una plaza para la Copa Mundial de Fútbol de 1966 a celebrarse en Inglaterra. Las inscripciones de Congo y Filipinas fueron rechazadas.

## Formato
La eliminatoria consiste en cuatro rondas:
- Primera Ronda: Las 15 selecciones africanas fueron divididas en seis grupos, en la que los ganadores de cada grupo avanzan a la segunda ronda.
- Segunda Ronda: Los ganadores de los grupos se enfrentan entre sí a eliminación directa, en donde los ganadores avanzan a la ronda final.
- Primera Ronda Asia/Oceanía: Australia, Corea del Norte, Corea del Sur y Sudáfrica se enfrentarían entre sí en una sede neutral originalmente pactada para jugarse en Japón pero decidieron cambiar la sede a Camboya. El ganador avanza a la ronda final.
- Ronda Final: El ganador de Asia/Oceanía enfrenta a los ganadores de la segunda ronda en series de eliminación directa donde el ganador clasifica al mundial.

## Primera Ronda

### CAF
Los grupos quedaron de la siguiente manera:
| Grupo 1 - Ghana - Guinea | Grupo 2 - Camerún - Sudán | Grupo 3 - Argelia - Liberia - Túnez | Grupo 4 - Malí - Marruecos - Senegal | Grupo 5 - Etiopía - Gabón | Grupo 6 - Libia - Nigeria - RAU |

La segunda ronda había sido sorteada de la siguiente manera: Ganador Grupo 1 v Ganador Grupo 5, Ganador Grupo 2 v Ganador Grupo 4 y Ganador Grupo 3 v Ganador Grupo 6, a ida y vuelta, en la que los ganadores avanzan a la ronda final.
Como todas las selecciones abandonaron la eliminatoria como protesta por la distribución de las plazas del mundial, la primera y segunda ronda africana fueron canceladas.

### África/Asia/Oceanía
Antes de iniciar el torneo Sudáfrica fue descalificado luego de que la FIFA lo suspendiera por el apartheid, mientras que Corea del Sur fue forzado a abandonar la eliminatoria por razones de logística al ser cambiada la sede del torneo de Japón a Camboya.
Posteriormente por las malas relaciones diplomáticas de Corea del Norte y de que el país no contaba con un estadio con las condicines mínimas de FIFA, además de que en Australia no otorgaría las visas de ingreso para los jugadores de Corea del Norte, provocaron más problemas para la realización del torneo hasta que Norodom Sihanouk, el entonces presidente de Camboya, permitío que los partidos se jugaran en Nom Pen.
| Pos. | Equipo            | Pts. | PJ | G | E | P | GF | GC | Dif. | Clasificación |
| ---- | ----------------- | ---- | -- | - | - | - | -- | -- | ---- | ------------- |
| 1    | Corea del Norte   | 6    | 2  | 2 | 0 | 0 | 9  | 2  | +7   | Clasificado   |
| 2    | Australia         | 0    | 2  | 0 | 0 | 2 | 2  | 9  | −7   |               |
| —    | Sudáfrica (E)     | 0    | 0  | 0 | 0 | 0 | 0  | 0  | 0    |               |
| —    | Corea del Sur (E) | 0    | 0  | 0 | 0 | 0 | 0  | 0  | 0    |               |

 Fuente: 
| 21 de noviembre de 1965 | Corea del Norte                                                                  | 6–1 | Australia             | National Olympic Stadium, Phnom Penh, Camboya    |                                                  |
|                         | Pak Doo-Ik 15' · Pak Seung-Zin 54' 80' · Im Seung-Hwi 58' · Han Bong-Zin 65' 88' |     | Scheinflug 70' (pen.) | Asistencia: 60 000 espectadores Árbitro(s): Nice | Asistencia: 60 000 espectadores Árbitro(s): Nice |

| 24 de noviembre de 1965 | Australia      | 1–3 (Global 2-9) | Corea del Norte                          | National Olympic Stadium, Phnom Penh, Camboya           |                                                         |
|                         | Scheinflug 15' |                  | Kim Seung-Il 18' 75' · Pak Seung-Zin 53' | Asistencia: 40 000 espectadores Árbitro(s): AG de Silva | Asistencia: 40 000 espectadores Árbitro(s): AG de Silva |

## Clasificado
Debido al abandono de todas las selecciones africanas, Corea del Norte clasifica a Inglaterra 1966.